# محور الشر (علم الكون)

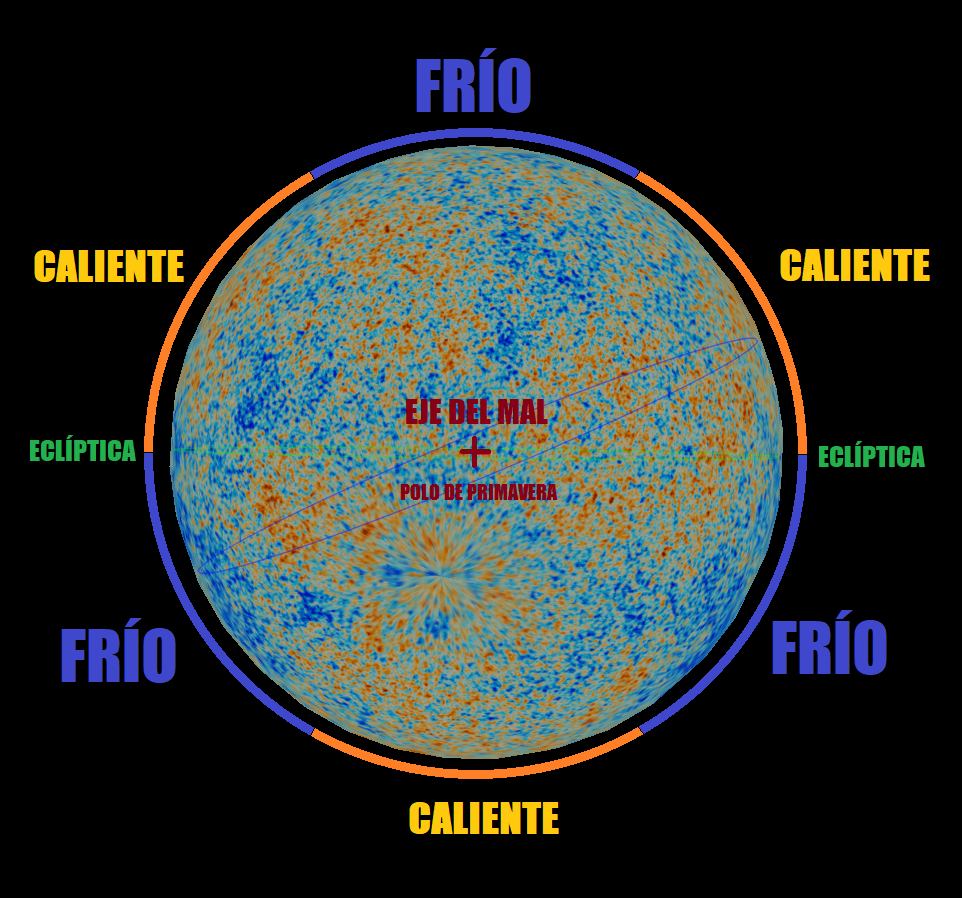
منظر أمامي لأحد أقطاب محور الشر بالقرب من نقطة في السماء حيث يحدث الاعتدال الربيعي.

يستخدم مصطلح محور الشر للإشارة إلى الشذوذ في الملاحظات الفلكية لإشعاع الخلفية الكونية الميكروي، ويبدو أن هذا الشذوذ يعطي مستوى المجموعة الشمسية وبالتالي موقع الأرض أهميةً أكبر مما قد يكون متوقعًا -وهي نتيجة يبدو أنها تتعارض مع توقعات مبدأ كوبرنيكوس.
يقدم إشعاع الخلفية الكونية الميكروي رؤية مباشرة واسعة النطاق للكون يمكن استخدامها لتحديد ما إذا كان لموقعنا أو حركتنا أي أهمية خاصة. حظيت تحليلات نتائج مسبار ويلكينسون لقياس التباين الميكروي ومرصد بلانك بشهرة إعلامية واسعة؛ إذ أظهر كلًا منهما تباين الخواص المتوقع وغير المتوقع لإشعاع الخلفية الكونية الميكروي. تتوافق حركة النظام الشمسي واتجاه مستوى المسار الشمسي مع سمات سماء الموجات الميكروية التي تنتج -في التفكير الاعتيادي- عن وجود بنية على حافة الكون المرئي. على وجه التحديد، فيما يتعلق بمستوى مسار الشمس، يكون «النصف العلوي» من إشعاع الخلفية الكونية الميكروي أبرد قليلًا من النصف السفلي. إضافةً إلى ذلك، فإن المحاور رباعي وثماني الأقطاب ليست سوى على بعد بضع درجات، وتتماشى هذه المحاور مع الانقسام العلوي/ السفلي:
اقتُبِسَ عن لورانس كراوس في مقال نشر في عام 2006 على موقع إيدج ما يلي:
سُجّلَت بعض الشذوذات في إشعاع الخلفية؛ كانت هذه الشذوذات متماشية مع مستوى النظام الشمسي، الأمر الذي يتعارض مع مبدأ كوبرنيكوس الذي يقترح أن ترتيب النظام الشمسي مميز. أطلق لاند وماجويجو في عام 2005 على هذا الترتيب أو الانتظام «محور الشر» بسبب الآثار المترتبة على النماذج الحالية للكون، على الرغم من إظهار العديد من الدراسات اللاحقة أخطاءً منهجيةً في جمع تلك البيانات وطريقة معالجتها. أكدت الدراسات المختلفة لمعلومات تباين خواص إشعاع الخلفية الكونية الميكروي إما مبدأ كوبرنيكوس، إذ تبقى نمذجة المحاذاة في كون غير متجانس متسقة مع المبدأ، أو حاولت تفسيرها على أنها ظواهر محلية. ناقش كوبي وآخرون بعض هذه التفسيرات البديلة؛ وقالوا بأن بيانات قمر بلانك الصناعي يمكنها أن تلقي الضوء بشكل كبير على ما إذا كان الاتجاه والترتيب المفضل زائف. الصدفة هو تفسير ممكن؛ اقترح تشارلز بينيت كبير العلماء العاملين ضمن مهمة مسبار ويلكينسون لقياس التباين الميكروي أن الصدفة وعلم النفس البشري مشتركين في ذلك أيضًا: «أعتقد بوجود بعض التأثير النفسي؛ يريد الناس العثور على أشياء غير عادية.» 
وجدت بيانات مرصد بلانك التي نشرت في عام 2013 أدلة قوية على تباين الخواص. يقول دومينيك شوارز من جامعة بيليفيلد في ألمانيا: «لفترة طويلة من الزمن، رغب جزء من المجتمع أن يذهب ذلك بعيدًا، لكن هذا لم يحدث».
لا يوجد توافق في الآراء حول طبيعة هذا الشذوذات وغيرها من الحالات الشاذة الملحوظة، وتبقى أهميتها الإحصائية غير واضحة. على سبيل المثال: توضح الدراسة التي تتضمن نتائج مرصد بلانك كيف يمكن لتقنيات التقنيع أن تقدم أخطاء يمكن أن تجعل العديد من الحالات الشاذة -بما في ذلك محور الشر- غير مهمة من الناحية الإحصائية. قارنت دراسة أجريت عام 2016 بين النماذج الكونية موحدة ومتباينة الخواص لبيانات مسبار ويلكينسون لقياس التباين الميكروي ومرصد بلانك، ولم تعثر على أي دليل على تباين الخواص.
كان المحور موضع نقاشٍ مطوّل في الفيلم الوثائقي المبدأ الصادر عام 2014، وشكل أساس الحجة المتقدمة فيه.